# Pente de frequência
Pente de frequência é uma técnica para medição de precisão de frequências acima de 1015Hz de radiações eletromagnéticas, tal como a luz, inventada em 1998 por Theodor W. Hänsch e seus colaboradores do Instituto Max Planck.